# Agustín Rodríguez Santiago
Agustín Rodríguez Santiago (Marín, Pontevedra, España, 10 de septiembre de 1959), conocido simplemente como Agustín, es un exfutbolista español. Jugó de portero en el Real Madrid y el CD Tenerife.

## Biografía
Agustín es sobrino del también guardameta Carlos Santiago Pereira, que jugó durante doce temporadas en Primera División.
Formado en las categorías inferiores del Real Madrid, integró una de las mejores generaciones que han jugado en el filial del Real Madrid, llegando a ser subcampeón de la Copa del Rey en 1980. Esa misma temporada participó en los Juegos Olímpicos de Moscú con la selección de fútbol de España.
La siguiente temporada, con tan sólo 21 años, debutó en Primera División. Fue el 4 de abril de 1981, en un partido entre el Real Madrid y la UD Salamanca y Agustín saltó al terreno de juego substituyendo al lesionado Mariano García Remón.
Jugó con regularidad entre 1981 y 1983, logrando el Trofeo Zamora como portero menos goleado de temporada 1982/83. A pesar de este prometedor inicio, acabó perdiendo la titularidad ante la fuerte competencia de guardametas como Miguel Ángel, Ochotorena y Francisco Buyo.
Sólo la lesión de Ochotorena, a mitad de la temporada 1985/86 le permitió recuperar la titularidad temporalmente, defendiendo la portería del Real Madrid en la final de la Copa de la UEFA de 1986, en que los madridistas consiguieron el título superando al Colonia.
Tras varios años de suplencia, dejó el Real Madrid al término de la temporada 1989/90 para fichar por el CD Tenerife, donde integró un equipo histórico que se clasificó por primera vez para una competición europea.
Se retiró en 1994, habiendo jugado 131 partidos en Primera división.
Tras retirarse, tuvo un paso breve por el cuerpo técnico del CD Tenerife y ejerció de comentarista deportivo para televisión. En 2006 formó parte de la candidatura de Arturo Baldasano a la presidencia del Real Madrid.

## Selección nacional
Formó parte del equipo español de fútbol que participó en los Juegos Olímpicos de 1980, aunque sin llegar a disputar ningún partido de la competición.
Nunca llegó a jugar con la selección absoluta de España.

## Clubes
| Club              | País   | Año       |
| ----------------- | ------ | --------- |
| Real Madrid C. F. | España | 1980-1990 |
| C. D. Tenerife    | España | 1990-1994 |

## Palmarés

### Campeonatos nacionales
| Título             | Club              | Año  |
| ------------------ | ----------------- | ---- |
| Copa               | Real Madrid C. F. | 1982 |
| Copa de la Liga    | Real Madrid C. F. | 1985 |
| Campeonato de Liga | Real Madrid C. F. | 1986 |
| Campeonato de Liga | Real Madrid C. F. | 1987 |
| Campeonato de Liga | Real Madrid C. F. | 1988 |
| Supercopa          | Real Madrid C. F. | 1988 |
| Campeonato de Liga | Real Madrid C. F. | 1989 |
| Copa               | Real Madrid C. F. | 1989 |
| Supercopa          | Real Madrid C. F. | 1989 |
| Campeonato de Liga | Real Madrid C. F. | 1990 |

### Campeonatos internacionales
| Título          | Equipo            | Año  |
| --------------- | ----------------- | ---- |
| Copa de la UEFA | Real Madrid C. F. | 1985 |
| Copa de la UEFA | Real Madrid C. F. | 1986 |